# Cesiumoxide
Cesiumoxide is het oxide van cesium en heeft als brutoformule Cs2O. De stof komt voor als een gele tot oranje vaste stof, die reageert met water. Hierbij ontstaat het corrosieve cesiumhydroxide.

## Synthese
Cesiumoxide laat zich niet direct uit de elementen bereiden. Zo zal bij een oxidatie van metallisch cesium met dizuurstof ook cesiumsuperoxide gevormd worden. Er zijn drie mogelijke reactiewegen om cesiumdioxide te bereiden:
- De reactie tussen cesiumperoxide en metallisch cesium:

{\displaystyle {\ce {Cs2O2 + 2Cs -> 2Cs2O}}}
- De reactie van cesiumnitraat met metallisch cesium:

{\displaystyle {\ce {2CsNO3 + 10Cs -> 6Cs2O + N2}}}
- De reactie van cesiumnitraat met cesiumazide:

{\displaystyle {\ce {CsNO3 + 5CsN3 -> 3Cs2O + 8N2}}}

## Toepassingen
Cesiumoxide wordt ingezet als co-katalysator voor vanadium-titanium-katalysatoren, die bij oxidatie van gassen worden gebruikt. Met deze katalysatoren kunnen ook uit aromatische verbindingen carbonzuren en carbonzuuranhydriden worden gesynthetiseerd.
Een belangrijke toepassing van cesiumoxide is in fotokathoden van beeldversterkers van de derde generatie, samen met gallium(III)arsenide en aluminiumgalliumarsenide.

## Kristalstructuur en eigenschappen
Cesiumoxide is een kristallijne vaste stof met een hexagonaal kristalstelsel. Cesiumoxide kan gereduceerd worden door magnesium:
{\displaystyle {\ce {Cs2O + Mg -> 2Cs + MgO}}}